# Mallacoota latibrachioides
Mallacoota latibrachioides is een vlokreeftensoort uit de familie van de Maeridae. De wetenschappelijke naam van de soort is voor het eerst geldig gepubliceerd in 1969 door Sivaprakasam.